# Plectranthus socotranus
Espèce
Statut de conservation UICN

 LC  : Préoccupation mineure
Plectranthus socotranus est une espèce de plantes à fleurs du genre Plectranthus et de la famille des Lamiacées.
Elle est originaire de l'île de Socotra au Yémen.

## Utilisation
Elle est parfois évoquée comme étant une plante répulsive pour la cochenille.